# Hanns Hofer (Mediziner)
Hanns Hofer (* 22. Jänner 1926 in Oberleutensdorf, Bezirk Brüx, Tschechoslowakei; † 21. Jänner 2016) war ein österreichischer Orthopäde und Herausgeber.

## Leben und Wirken
Hanns Hofer war ein Sohn des Franz Hofer und besuchte Schulen in Oberleutensdorf und Brüx. Noch vor dem Einmarsch deutscher Truppen und der Bildung des Reichsgaus Sudetenland ging er 1938 an die Oberschule für Jungen in Wien, die er 1943 abschloss. Danach wurde er zum Militärdienst bei der deutschen Wehrmacht einberufen. Nach seiner Entlassung aus der Kriegsgefangenschaft begann er 1945 an der Medizinischen Fakultät der Universität Wien ein Studium, das er 1951 mit der Promotion zum Dr. med. abschloss. Nach Tätigkeit als Hilfsarzt im Wiener Unfallkrankenhaus war er von 1955 bis 1959 an der Orthopädischen Klinik Wien tätig, wo er die Weiterbildung zum Facharzt für Orthopädie abschloss. Salzburg bildete fortan seinen Lebensmittelpunkt. Hier wirkte er als Oberarzt an der Chirurgischen Abteilung des Landeskrankenhauses Salzburg und war am Aufbau einer orthopädischen Ambulanz und Bettenstation beteiligt. 1964 wurde er zum Primararzt der Orthopädischen Landesklinik ernannt und 1991 emeritiert.
Er war u. a. Gründungsmitglied der Deutschsprachigen Arbeitsgemeinschaft für Arthroskopie und von 1985 bis 1994 Herausgeber der Publikationsreihe Fortschritte in der Arthroskopie, zeitweise unter Mitarbeit von Clemens Menapace.
Hofer starb im Jänner 2016, am Vortag seines 90. Geburtstags.

## Ehrungen (Auswahl)
- 1993 Ehrenmitglied der Österreichischen Gesellschaft für Orthopädie und Orthopädische Chirurgie